# 삼제동맹
삼제동맹(독일어: Dreikaiserabkommen, Dreikaiserbund, 러시아어: Союз трёх императоров)는 19세기 독일 제국이 러시아 제국, 오스트리아-헝가리 제국과 묶은 동맹이다. 독일 수상 오토 폰 비스마르크의 중재로 1873년 6월 6일에 체결되었다.
오토 폰 비스마르크의 프랑스 고립화 정책의 하나로 국경선의 현상 유지, 국내 혁명 운동의 제재 등을 내용으로 하고 있다. 이 동맹은 발칸 반도에서 오스트리아-헝가리 제국과 러시아 제국의 대립이 격화됨에 따라 점차로 약화되어 1878년 베를린 회의를 통해 사실상 소멸되었다. 1881년에 삼제 협상(三帝 協商) 형식으로 부활되었으나 이것도 오래 가지는 못했다.

## 같이 보기
- 신성 동맹 (1815년)
- 열강 8국
- 국제 관계 (1814년-1919년)
- 삼제삼합점